# Discosauriscus
Discosauriscus byl rod drobného permokarbonského obojživelníka, jehož nejlépe dochované fosilie pocházejí z oblasti Boskovické brázdy na jižní Moravě. Zkameněliny však byly objeveny i v Podkrkonoší. Vyskytoval se asi před 300 miliony let na území současné západní a střední Evropy.

## Popis
Tento drobný praobojživelník patří do čeledi Discosauriscidae a řádu Anthracosauria (nebo Seymouriamorpha). Dnes rozeznáváme dva vědecky platné druhy tohoto rodu – D. austriacus a D. pulcherrimus. Známe i larvální stádia a neotenické formy tohoto primitivního čtvernožce, stejně jako některá jeho zajímavá fyziologická přizpůsobení (např. předpokládané elektroreceptivní orgány).
V roce 2007 byla publikována studie (J. Pavelka a G. Georgalis) o izolování proteinů a fragmentů DNA z 290 milionů let staré fosilie diskosauriska z České republiky. Jedná se dosud o nejstarší izolovaný materiál tohoto druhu z fosilního zdroje.
V roce 2022 byl publikován objev série stop velkých diskosauriscidů z oblasti Boskovické brázdy.